# اکران دوربرد

چهرهٔ برادر بزرگ که بر روی نمایشگرهای بزرگ میدان پیروزی در صحنه‌ای از فیلم ۱۹۸۴ ساختهٔ مایکل ردفورد ظاهر می‌شود

اکران دوربرد، یا تلسکرین به دستگاه‌هایی اشاره می‌کند که می‌توانستند به عنوان تلویزیون، دوربین‌های امنیتی و میکروفون کار کنند. آنها در رمان پادآرمان‌شهری سال ۱۹۴۹ از جرج اورول به‌نام نوزده هشتاد و چهار و همچنین فیلمی با همین نام به‌چشم می‌خورند. در آن رمان و اقتباس‌های آن، از اکران دوربرد توسط حزب حاکم در نظام توتالیتر خیالی اقیانوسیه استفاده می‌شد تا افراد را تحت نظارت دائمی خود نگه دارد و احتمال توطئه‌های مخفی علیه آن نظام را خنثی کند.
تمام اعضای حزب داخلی (طبقه بالا) و حزب بیرونی (طبقه متوسط) در خانه‌های خود از این دستگاه‌ها دارند، اما پرول‌ها (طبقه پایین) به‌طور معمول تحت نظارت قرار نمی‌کیرند چراکه برای حزب چندان مهم نیستند. همان‌طور که از کتاب امانوئل گلدشتاین که اسمیت بخشهایی از آن را خوانده‌است متوجه می‌شویم، حزب با این فرض که پرول‌ها هرگز به تنهایی قیام نخواهند کرد، از طرف آنها احساس خطر نمی‌کند و نیازی به نظارت بر زندگی روزمره آنها نمی‌یابد.
اوبراین ادعا می‌کند که به عنوان عضوی از حزب داخلی می‌تواند دستگاه خودش را خاموش کند (البته طبق دستور حداکثر به مدت نیم ساعت). در حالی که موقع خاموش‌بودن دستگاه دیگر برنامه‌ها دیده و صداها شنیده نمی‌شدند، این دستگاه‌ها همچنان به عنوان سامانهٔ نظارتی عمل می‌کردند، چراکه پس از انتقال وینستون به وزارت عشق، صدای جلسهٔ ملاقات وی با اوبراین در حالی که دستگاه «خاموش» بوده برای وینستون پخش می‌شود. وینستون، یکی از اعضای حزب بیرونی، فقط اجازه دارد میزان صدا را در دستگاه خود کاهش دهد.
اکران دوربرد توسط پلیس اندیشه کنترل می‌شود. با این حال مشخص نیست که چند صفحه به‌طور هم‌زمان کنترل می‌شوند یا معیارهای دقیق آن (در صورت وجود) برای نظارت‌کردن بر یک دستگاه کدام است (البته دیده‌می‌شود که در طول یک برنامهٔ تمرینی که وینستون هر روز در آن شرکت می‌کند، مربی می‌تواند او را ببیند). دوربین‌های تلسکرین از فناوری دید در شب برخوردار نیستند، بنابراین نمی‌توانند در تاریکی نظارت کنند. لیکن این نقطه ضعف به‌راحتی پوشش داده می‌شود چراکه میکروفون‌های این دستگاه‌ها بسیار حساس هستند و گفته می‌شود که می‌توانند حتی ضربان قلب را نیز ضبط کنند.
صفحه‌های نمایشگر علاوه بر اینکه دستگاه نظارتی هستند، نقش تلویزیون را نیز بازی می‌کنند. آنها تبلیغاتی پیرامون پیروزیهای نظامی اقیانوسیه، ارقام تولیدات اقتصادی، پخش نسخه‌های تقویت‌کنندهٔ وطن‌پرستی از سرود ملی و دو دقیقه نفرت، فیلمی دو دقیقه ای از خواسته‌های امانوئل گلدشتاین برای آزادی بیان و مطبوعات است، که شهروندان آموزش دیده‌اند با آن از طریق پندار دوگانه مخالفت کنند.
به نکته‌ای نیز اشاره شده‌است که تلسکرین، اگرچه وسیله‌هایی قدرتمند در اختیار رژیم هستند، رایگان ارائه نمی‌شوند و مردم باید برای نصب آن‌ها در خانه‌های خود، همان‌طور که تلویزیون‌ها در جامعهٔ معاصر نصب می‌شوند، هزینه کنند. احتمالاً اعضای حزب چاره‌ای جز این نیز ندارند، پرداخت هزینه برای داشتن تلسکرین در خانه، یکی از وظایف ضروری برای عضویت در حزب است.
گرچه به نظر می‌رسد که تلسکرین فقط وسیله ای است که انسان می‌تواند آنها را ببیند یا با آنها صحبت کند، اما شخصیت‌های رمان اورول اغلب تمایل دارند که در قالب جملاتی نظیر «تلسکرین با من صحبت می‌کند» یا «تلسکرین مرا می‌بیند» به آن شخصیت ببخشند.

## سایر استفاده‌ها
کلمهٔ «تلسکرین» جاهایی در رمان‌های علمی-تخیلی اولیهٔ رابرت هاین‌لاین که در اواخر دهه ۱۹۴۰، تقریباً همزمان با کتاب اورول، منتشر شد به چشم می‌خورد. استفاده‌ای که هاین‌لاین از کلمهٔ «تلسکرین» می‌کند به سادگی آنچه را که اکنون «تلویزیون» نامیده می‌شود، بدون هیچ‌یک از مفاهیم شوم اورولی نشان می‌دهد. عمومی‌شدن کتاب اورول در دهه ۱۹۵۰ مانع این‌گونه استفادهٔ بیشتر از این کلمه پس از آن شد.